# Liste der Wappen im Bezirk Horn
Diese Liste beinhaltet – geordnet nach der Verwaltungsgliederung – alle in der Wikipedia gelisteten Wappen des Bezirks Horn (Niederösterreich). In dieser Liste werden die Wappen mit dem Gemeindelink angezeigt. Die Fußnoten verweisen auf die Blasonierung des entsprechenden Wappens.

## Horn

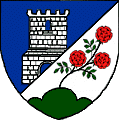
Altenburg
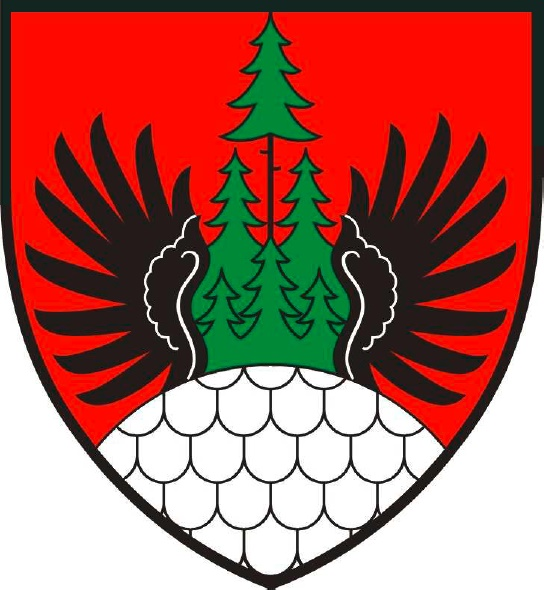
Brunn an der Wild
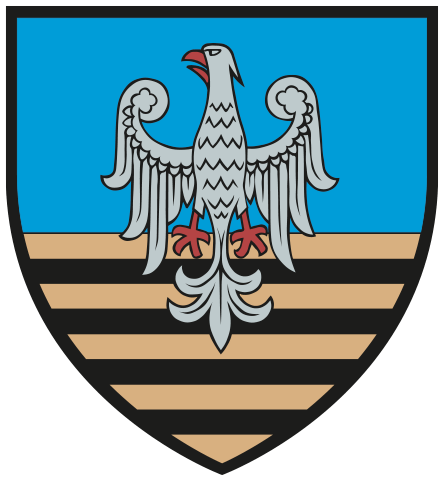
Burgschleinitz-Kühnring
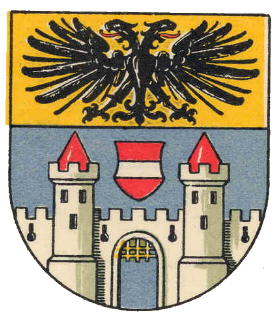
Drosendorf-Zissersdorf
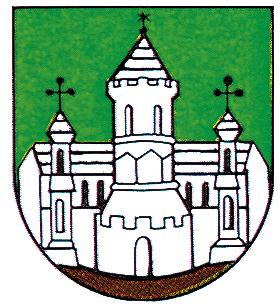
Eggenburg
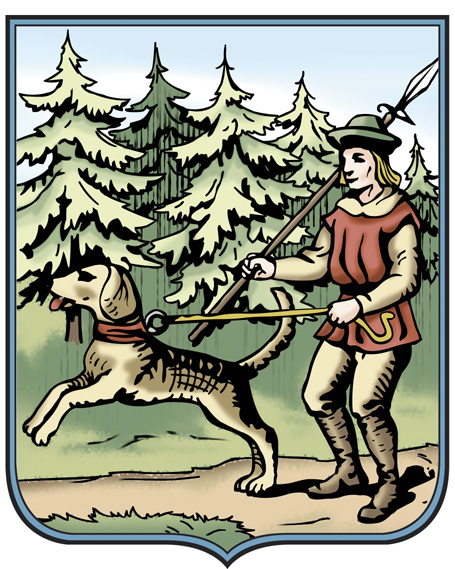
Gars am Kamp
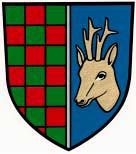
Geras
Horn
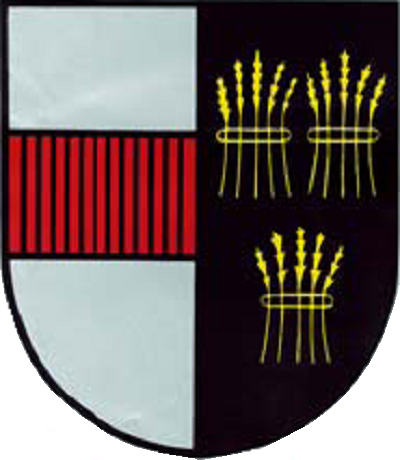
Irnfritz-Messern
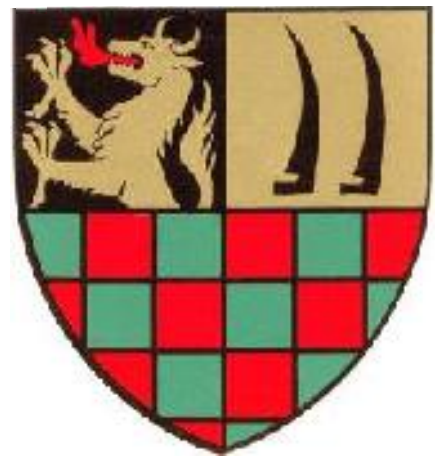
Japons
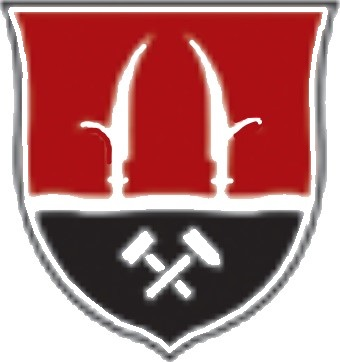
Langau
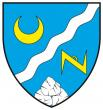
Meiseldorf
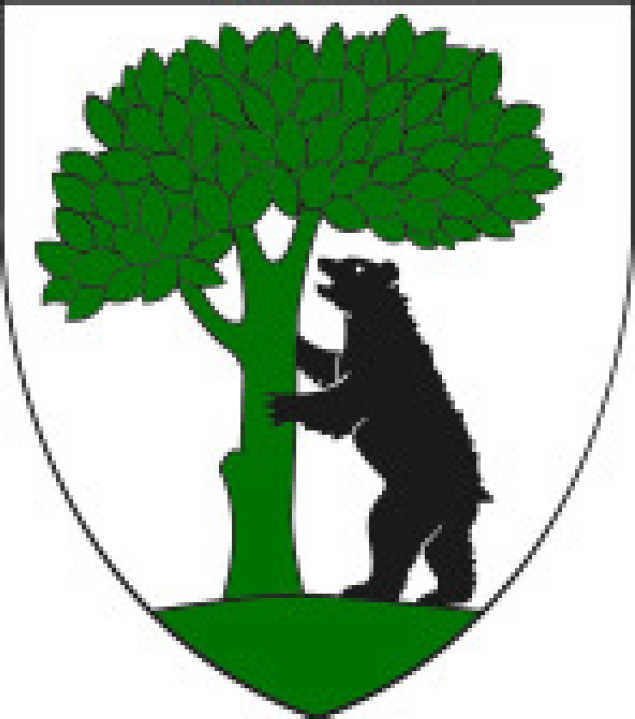
Pernegg
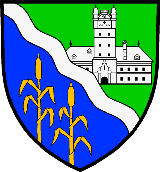
Röhrenbach
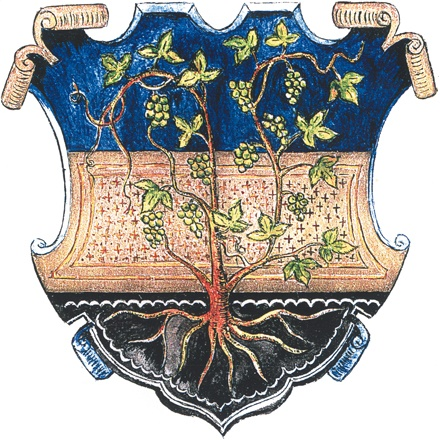
Röschitz
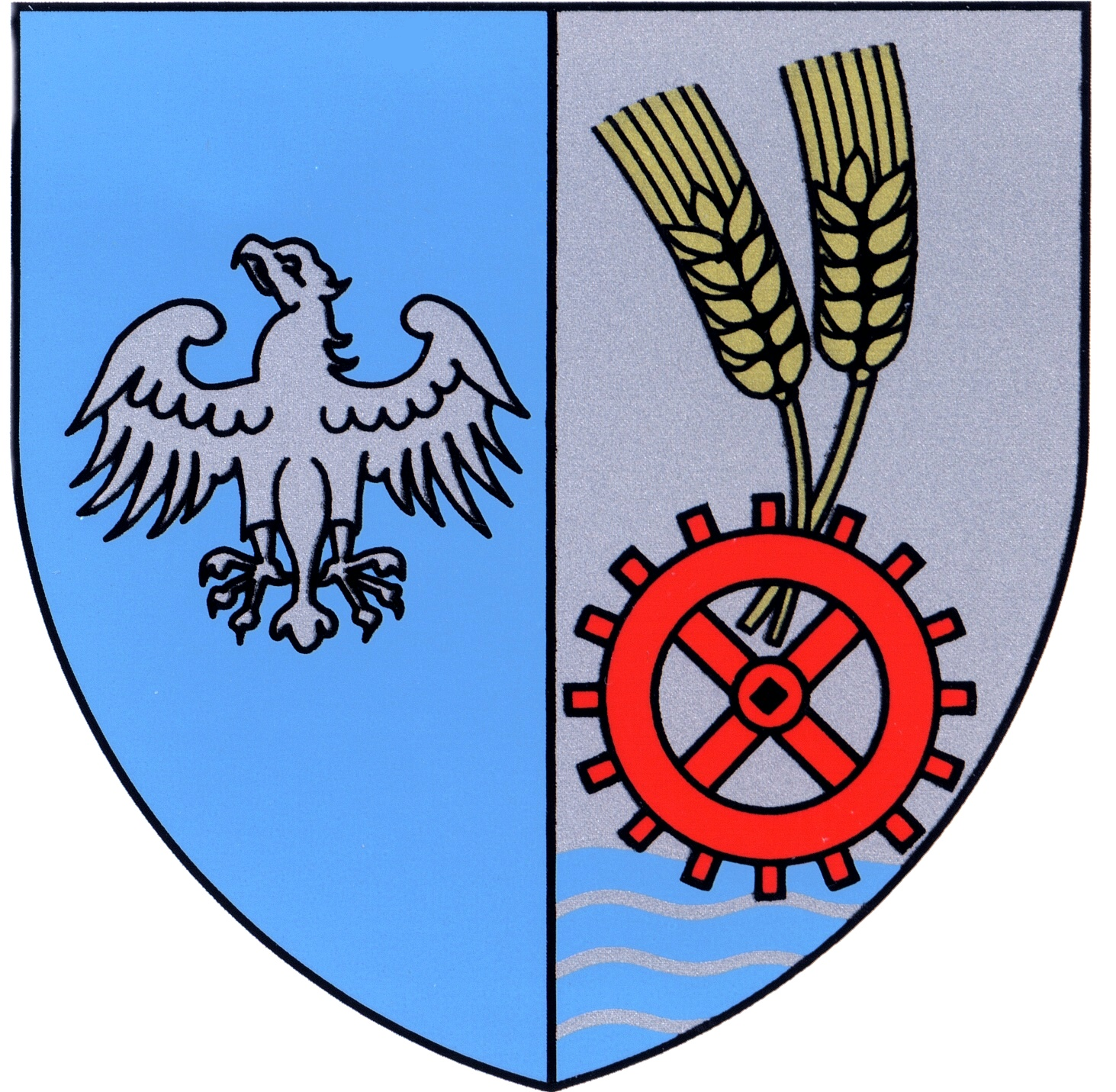
Rosenburg-Mold
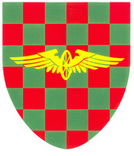
Sigmundsherberg
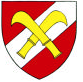
Sankt Bernhard-Frauenhofen
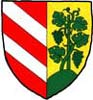
Straning-Grafenberg
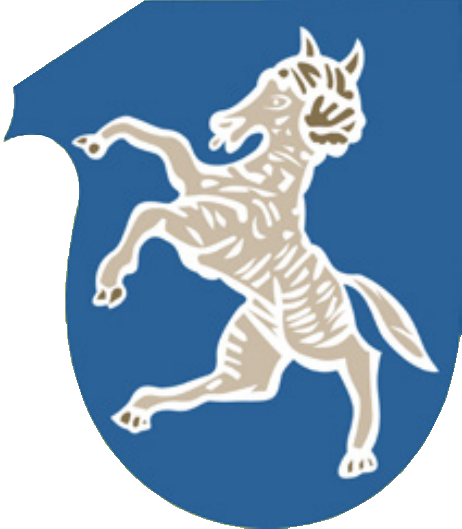
Weitersfeld